# Bodilus nylsvleyicus
Bodilus nylsvleyicus är en skalbaggsart som beskrevs av S. Endrödi 1980. Bodilus nylsvleyicus ingår i släktet Bodilus och familjen Aphodiidae. Inga underarter finns listade.